# Manuel Negrete
Pour les articles homonymes, voir Negrete.
Manuel Manolo Negrete Arias, né le 11 mars 1959 à Altamirano au Mexique, est un footballeur mexicain, aujourd'hui entraîneur.
Il reste célèbre pour avoir marqué l'un des buts les plus spectaculaires de la Coupe du monde 1986, d'une reprise de volée acrobatique, lors du match Mexique-Bulgarie en huitièmes de finale.
Negrete a commencé sa carrière de joueur en 1979 au Club Universidad Nacional, connu aussi sous le nom des Pumas.
Après la coupe du monde 1986, il a rejoint le Sporting CP au Portugal puis le Real Sporting de Gijón en Espagne.
Negrete est aujourd'hui directeur technique du club de Atlante.